# Șibot
Șibot é uma comuna romena localizada no distrito de Alba, na região histórica da Transilvânia. A comuna possui uma área de 41.72 km² e sua população era de 2466 habitantes segundo o censo de 2007.